# L'uomo che rubò la Gioconda
L'uomo che rubò la Gioconda è una miniserie televisiva, con Alessandro Preziosi, Violante Placido e Tom Novembre.

## Descrizione
È una coproduzione internazionale tra Italia, Francia e Svizzera. Il formato originario è quello della miniserie TV composta da 2 puntate, ma Mediaset, la società di produzione italiana della fiction, la mandò in onda in prima visione in un'unica prima serata, proponendo le due puntate una subito dopo l'altra con alcuni tagli di montaggio, il 23 ottobre 2006 su Canale 5: gli ascolti furono di 3.189.000 telespettatori e il 13,82% di share.

## Trama
È la storia di Vincenzo Peruggia, impiegato italiano al Museo del Louvre a Parigi, che decide di rubare la Gioconda di Leonardo da Vinci per sorprendere la ragazza di cui è innamorato...